# Filistata gibsonhilli
Filistata gibsonhilli är en spindelart som beskrevs av Savory 1943. Filistata gibsonhilli ingår i släktet Filistata och familjen Filistatidae. Inga underarter finns listade i Catalogue of Life.